# Mimeoclysia dentata
Mimeoclysia dentata är en fjärilsart som beskrevs av Diakonoff 1952. Mimeoclysia dentata ingår i släktet Mimeoclysia och familjen vecklare. Inga underarter finns listade i Catalogue of Life.